# Amusa
L'Amusa (in dialetto calabrese Amusa) è una fiumara calabrese che scorre nel territorio di Caulonia, e precisamente alla sua destra, e sfocia nel Mar Ionio.
Viene considerata insieme all'Allaro e al Precariti una fiumara del complesso montuoso del Monte Mammicomito.
Anticamente era nota con il nome di Busa e poi Musa.